# Estadio Anoeta
El Estadio Municipal de Anoeta är en sportanläggning som ligger i San Sebastián, (Guipúzcoa, Baskien, Spanien). Arenan är framför allt hemmaplan för fotbollslaget Real Sociedad, men används också för rugbymatcher (av det franska laget Biarritz Olympique) och för större evenemang som konserter och manifestationer. Fotbollsplanen omges av löparbanor och arenan är flitigt använd för friidrottstävlingar. Arenan kan ta emot 39 500 åskådare och fotbollsplanen har måtten 105x70 meter. 
Arenan byggdes 1993 inför genomförandet av junior-EM i friidrott. Den första fotbollsmatchen spelades en månad senare (13 augusti 1993) mellan Real Sociedad och Real Madrid. Anoeta ersatte då den tidigare arenan Campo de Fútbol Municipal de Atocha som i sin tur byggdes 1913. En kuriositet är att en tuva från den gamla arenan planterades i mittcirkeln på den nya arenan vid invigningen.
Många världsstjärnor har spelat på arenen. Bland annat kan nämnas Pink Floyd (1994), U2 (2005), Depeche Mode (2006), The Rolling Stones (2007) och Bruce Springsteen (2008, 2016).